# 布朗 (內華達州)
布朗（英語：Brown）是位於美國內華達州林肯縣的鬼鎮。

## 地理
布朗所處的海拔為高於海平面1763米（即5784英呎），而該地所採用的時區為UTC-8，即太平洋时区（PST）。同時該地設有夏令時間，為UTC-8調快一小時，即UTC-7（PDT）。